# Acronis
A Acronis é uma empresa global de tecnologia com sedes na Suíça e em Singapura.
Os produtos de software mais conhecidos da Acronis são Acronis True Image, Acronis Cyber Protect Cloud, Acronis Cyber Protect.
A Acronis possui 54 data centers em nuvem em todo o mundo, incluindo Estados Unidos, França, Cingapura, Japão e Alemanha.
A Acronis ganhou o prêmio Produto de Mobilidade do Ano no Network Computing Awards em 2014. No mesmo ano, a Acronis veio a adquirir a BackupAgent, uma empresa de backup em nuvem, e a nScaled, uma empresa de software de recuperação de desastres. Acronis Files Advanced, que protege o acesso a ficheiros que são sincronizados entre dispositivos.
O Global Partner Program através da Acronis foi lançado em março de 2015. O programa dá às empresas parceiras acesso ao Acronis AnyData Engine. Também em 2015, a Acronis ganhou o prêmio ChannelPro Readers 'Choice de Melhor Fornecedor de Backup e Recuperação de Desastres.